# Лі Мі Ча (баскетболістка)
Лі Мі Ча (6 вересня 1963) — південнокорейська баскетболістка.
Учасниця Олімпійських Ігор 1984 року.